# Mailley-et-Chazelot
Mailley-et-Chazelot település Franciaországban, Haute-Saône megyében. Lakosainak száma 613 fő (2022. január 1.). Mailley-et-Chazelot Baignes, Fondremand, Grandvelle-et-le-Perrenot, Hyet, Le Magnoray, Maizières, Neuvelle-lès-la-Charité, Pennesières, Rosey és Velleguindry-et-Levrecey községekkel határos.

## Népesség
A település népességének változása:
| Lakosok száma | 634  | 644  | 663  | 649  | 647  | 645  | 634  | 623  | 613  |
|               | 2013 | 2015 | 2016 | 2017 | 2018 | 2019 | 2020 | 2021 | 2022 |